# Großer Preis von Deutschland 2005
Der Große Preis von Deutschland 2005 (offiziell Formula 1 Grosser Mobil 1 Preis von Deutschland 2005) fand am 24. Juli auf dem Hockenheimring in Hockenheim statt und war das zwölfte Rennen der Formel-1-Weltmeisterschaft 2005.

## Berichte

### Hintergrund
Nach dem Großen Preis von Großbritannien führte Fernando Alonso in der Fahrerwertung mit 26 Punkten vor Kimi Räikkönen und mit 34 Punkten vor Michael Schumacher. In der Konstrukteurswertung führte Renault mit 15 Punkten vor McLaren-Mercedes und mit 28 Punkten vor Ferrari.
Vor dem Rennwochenende gab es einen Fahrerwechsel: Bei Minardi wurde Patrick Friesacher für den Rest der Saison durch Robert Doornbos ersetzt.
Mit Michael Schumacher (dreimal), Juan Pablo Montoya, Ralf Schumacher und Rubens Barrichello (jeweils einmal) traten vier ehemalige Sieger zu diesem Grand Prix an.

### Training
Die letzten sechs Teams der Konstrukteursmeisterschaft 2004 waren berechtigt am Freitag im freien Training ein drittes Auto einzusetzen. Diese Fahrer fuhren am Freitag, traten aber weder im Qualifying noch im Rennen an. Alexander Wurz (McLaren-Mercedes), Vitantonio Liuzzi (Red Bull), Ricardo Zonta (Toyota) und Nicolas Kiesa (Jordan-Toyota) nahmen in dieser Funktion an den Freitagstrainings teil.
Im ersten freien Training am Freitag war Wurz mit 1:14,277 Minuten Schnellster vor Zonta und Räikkönen. Im zweiten freien Training am Freitag fuhr Wurz mit 1:13,973 Minuten erneut die schnellste Zeit vor Räikkönen und Alonso.
Im dritten freien Training am Samstag war Räikkönen mit 1:15,684 Minuten vorne, gefolgt von Montoya und Alonso. Im vierten und letzten freien Training am Samstag fuhr Räikkönen dann in 1:14,128 Minuten wieder die schnellste Runde vor Montoya und Alonso.

### Qualifying
Im Qualifying erzielte der Räikkönen die schnellste Runde und sicherte sich seine siebte Pole-Position. Zweiter wurde Jenson Button vor Alonso.

### Rennen
Räikkönen behielt die Führung nach dem Start und der ersten Runde der Boxenstopps. Unterdessen hatte sein Teamkollege Montoya, der von Platz 19 ins Rennen ging, in der ersten Runde neun Positionen gutgemacht.
In Runde 35 erlitt Räikkönens Auto jedoch einen Hydraulikschaden, der ihn zum Ausscheiden zwang. Dies bedeutete, dass Alonso den ersten Platz erbte. Es war Räikkönens fünfter Ausfall in Folge auf der Rennstrecke.
Michael Schumacher und Barrichello litten erneut unter der schlechten Haltbarkeit der Bridgestone-Reifen an ihren Fahrzeugen, insbesondere Schumacher, der eine weichere Mischung gewählt hatte. Dies ermöglichte es Button, Schumacher zu überholen und sich den zweiten Platz zu sichern. Kurz darauf fuhr er an die Box und Montoya übernahm die Position. Montoya schaffte es dann, nach seinem zweiten Stopp vor Button zu bleiben. In den letzten Runden des Rennens ermöglichten Schumachers Probleme Giancarlo Fisichella den vierten Platz. Während des Rennens hatte Jacques Villeneuve drei verschiedene Kollisionen: In Runde eins geriet er an Barrichello, in Runde vier an Doornbos und in Runde 27 an Tiago Monteiro.
Das Rennen gewann schlussendlich Alonso. Das Podium wurde komplettiert von Montoya und Button. Die restlichen Punkteplatzierungen belegten dann Giancarlo Fisichella, Michael Schumacher, Ralf Schumacher, David Coulthard und Felipe Massa.
In der Fahrerwertung konnte Alonso seinen Vorsprung vor Räikkönen auf 36 Punkten ausbauen, Dritter blieb Michael Schumacher. In der Konstrukteurswertung blieben die ersten drei Positionen unverändert.

## Meldeliste
| Team                       | Nr. | Fahrer               | Chassis        | Motor                 | Reifen |
| -------------------------- | --- | -------------------- | -------------- | --------------------- | ------ |
| Scuderia Ferrari Marlboro  | 01  | Michael Schumacher   | Ferrari F2005  | Ferrari 3.0 V10       | B      |
| Scuderia Ferrari Marlboro  | 02  | Rubens Barrichello   | Ferrari F2005  | Ferrari 3.0 V10       | B      |
| Lucky Strike BAR Honda     | 03  | Jenson Button        | BAR 007        | Honda 3.0 V10         | M      |
| Lucky Strike BAR Honda     | 04  | Takuma Satō          | BAR 007        | Honda 3.0 V10         | M      |
| Mild Seven Renault F1 Team | 05  | Fernando Alonso      | Renault R25    | Renault 3.0 V10       | M      |
| Mild Seven Renault F1 Team | 06  | Giancarlo Fisichella | Renault R25    | Renault 3.0 V10       | M      |
| BMW-Williams F1 Team       | 07  | Mark Webber          | Williams FW27  | BMW 3.0 V10           | M      |
| BMW-Williams F1 Team       | 08  | Nick Heidfeld        | Williams FW27  | BMW 3.0 V10           | M      |
| West McLaren-Mercedes      | 09  | Kimi Räikkönen       | McLaren MP4-20 | Mercedes-Benz 3.0 V10 | M      |
| West McLaren-Mercedes      | 10  | Juan Pablo Montoya   | McLaren MP4-20 | Mercedes-Benz 3.0 V10 | M      |
| West McLaren-Mercedes      | 35  | Alexander Wurz       | McLaren MP4-20 | Mercedes-Benz 3.0 V10 | M      |
| Sauber Petronas            | 11  | Jacques Villeneuve   | Sauber C24     | Petronas 3.0 V10      | M      |
| Sauber Petronas            | 12  | Felipe Massa         | Sauber C24     | Petronas 3.0 V10      | M      |
| Red Bull Racing            | 14  | David Coulthard      | Red Bull RB1   | Cosworth 3.0 V10      | M      |
| Red Bull Racing            | 15  | Christian Klien      | Red Bull RB1   | Cosworth 3.0 V10      | M      |
| Red Bull Racing            | 37  | Vitantonio Liuzzi    | Red Bull RB1   | Cosworth 3.0 V10      | M      |
| Panasonic Toyota Racing    | 16  | Jarno Trulli         | ToyotaTF105    | Toyota 3.0 V10        | M      |
| Panasonic Toyota Racing    | 17  | Ralf Schumacher      | ToyotaTF105    | Toyota 3.0 V10        | M      |
| Panasonic Toyota Racing    | 38  | Ricardo Zonta        | ToyotaTF105    | Toyota 3.0 V10        | M      |
| Jordan Grand Prix          | 18  | Tiago Monteiro       | Jordan EJ15    | Toyota 3.0 V10        | B      |
| Jordan Grand Prix          | 19  | Narain Karthikeyan   | Jordan EJ15    | Toyota 3.0 V10        | B      |
| Jordan Grand Prix          | 39  | Nicolas Kiesa        | Jordan EJ15    | Toyota 3.0 V10        | B      |
| Minardi F1 Team            | 20  | Robert Doornbos      | Minardi PS05   | Cosworth 3.0 V10      | B      |
| Minardi F1 Team            | 21  | Christijan Albers    | Minardi PS05   | Cosworth 3.0 V10      | B      |

Anmerkungen
1. 1 2 3 4  Nahm nur am Freitagstraining teil.

## Klassifikationen

### Qualifying
| Pos. | Fahrer               | Konstrukteur      | Zeit       | Start |
| ---- | -------------------- | ----------------- | ---------- | ----- |
| 01   | Kimi Räikkönen       | McLaren-Mercedes  | 1:14,320   | 01    |
| 02   | Jenson Button        | BAR-Honda         | 1:14,759   | 02    |
| 03   | Fernando Alonso      | Renault           | 1:14,904   | 03    |
| 04   | Giancarlo Fisichella | Renault           | 1:14,927   | 04    |
| 05   | Michael Schumacher   | Ferrari           | 1:15,006   | 05    |
| 06   | Mark Webber          | Williams-BMW      | 1:15,070   | 06    |
| 07   | Nick Heidfeld        | Williams-BMW      | 1:15,403   | 07    |
| 08   | Takuma Satō          | BAR-Honda         | 1:15,501   | 08    |
| 09   | Jarno Trulli         | Toyota            | 1:15,532   | 09    |
| 10   | Christian Klien      | Red Bull-Cosworth | 1:15,635   | 10    |
| 11   | David Coulthard      | Red Bull-Cosworth | 1:15,679   | 11    |
| 12   | Ralf Schumacher      | Toyota            | 1:15,689   | 12    |
| 13   | Felipe Massa         | Sauber-Petronas   | 1:16,009   | 13    |
| 14   | Jacques Villeneuve   | Sauber-Petronas   | 1:16,012   | 14    |
| 15   | Rubens Barrichello   | Ferrari           | 1:16,230   | 15    |
| 16   | Christijan Albers    | Minardi-Cosworth  | 1:17,519   | 16    |
| 17   | Robert Doornbos      | Minardi-Cosworth  | 1:18,313   | 17    |
| 18   | Tiago Monteiro       | Jordan-Toyota     | 1:18,559   | 18    |
| 19   | Juan Pablo Montoya   | McLaren-Mercedes  | keine Zeit | 19    |
| 20   | Narain Karthikeyan   | Jordan-Toyota     | keine Zeit | 20    |

Anmerkungen
1. ↑  Montoya durfte am Rennen teilnehmen, da er im Training ausreichend schnell gefahren war.
2. ↑  Karthikeyan durfte am Rennen teilnehmen, da er im Training ausreichend schnell gefahren war.

### Rennen
| Pos. | Fahrer               | Konstrukteur      | Runden | Stopps | Zeit        | Start | Schnellste Runde |
| ---- | -------------------- | ----------------- | ------ | ------ | ----------- | ----- | ---------------- |
| 01   | Fernando Alonso      | Renault           | 67     | 2      | 1:26:28,599 | 03    | 1:15,235 (21.)   |
| 02   | Juan Pablo Montoya   | McLaren-Mercedes  | 67     | 2      | + 22,569    | 19    | 1:15,878 (54.)   |
| 03   | Jenson Button        | BAR-Honda         | 67     | 2      | + 24,422    | 02    | 1:15,843 (19.)   |
| 04   | Giancarlo Fisichella | Renault           | 67     | 2      | + 50,587    | 04    | 1:15,890 (21.)   |
| 05   | Michael Schumacher   | Ferrari           | 67     | 2      | + 51,690    | 05    | 1:16,099 (18.)   |
| 06   | Ralf Schumacher      | Toyota            | 67     | 2      | + 52,242    | 12    | 1:16,073 (23.)   |
| 07   | David Coulthard      | Red Bull-Cosworth | 67     | 2      | + 52,700    | 11    | 1:16,233 (18.)   |
| 08   | Felipe Massa         | Sauber-Petronas   | 67     | 2      | + 56,570    | 13    | 1:16,288 (45.)   |
| 09   | Christian Klien      | Red Bull-Cosworth | 67     | 2      | + 1:09,818  | 10    | 1:16,236 (45.)   |
| 10   | Rubens Barrichello   | Ferrari           | 66     | 2      | + 1 Runde   | 15    | 1:16,528 (47.)   |
| 11   | Nick Heidfeld        | Williams-BMW      | 66     | 3      | + 1 Runde   | 07    | 1:16,607 (10.)   |
| 12   | Takuma Satō          | BAR-Honda         | 66     | 3      | + 1 Runde   | 08    | 1:16,725 (27.)   |
| 13   | Christijan Albers    | Minardi-Cosworth  | 65     | 2      | + 2 Runden  | 16    | 1:18,425 (11.)   |
| 14   | Jarno Trulli         | Toyota            | 64     | 6      | DNF         | 09    | 1:16,474 (45.)   |
| 15   | Jacques Villeneuve   | Sauber-Petronas   | 64     | 3      | + 3 Runden  | 14    | 1:17,122 (26.)   |
| 16   | Narain Karthikeyan   | Jordan-Toyota     | 64     | 5      | + 3 Runden  | 20    | 1:18,212 (07.)   |
| 17   | Tiago Monteiro       | Jordan-Toyota     | 64     | 4      | + 3 Runden  | 18    | 1:18,106 (12.)   |
| 18   | Robert Doornbos      | Minardi-Cosworth  | 63     | 4      | + 4 Runden  | 17    | 1:19,025 (44.)   |
| NC   | Mark Webber          | Williams-BMW      | 55     | 3      | +12 Runden  | 06    | 1:16,803 (46.)   |
| –    | Kimi Räikkönen       | McLaren-Mercedes  | 35     | 1      | DNF         | 01    | 1:14,873 (24.)   |

## WM-Stände nach dem Rennen
Die ersten acht eines Rennens bekamen 10, 8, 6, 5, 4, 3, 2 bzw. 1 Punkt(e).

### Fahrerwertung
| Pos. | Fahrer               | Konstrukteur      | Punkte |
| ---- | -------------------- | ----------------- | ------ |
| 01   | Fernando Alonso      | Renault           | 87     |
| 02   | Kimi Räikkönen       | McLaren-Mercedes  | 51     |
| 03   | Michael Schumacher   | Ferrari           | 47     |
| 04   | Juan Pablo Montoya   | McLaren-Mercedes  | 34     |
| 05   | Rubens Barrichello   | Ferrari           | 31     |
| 06   | Jarno Trulli         | Toyota            | 31     |
| 07   | Giancarlo Fisichella | Renault           | 30     |
| 08   | Nick Heidfeld        | Williams-BMW      | 25     |
| 09   | Ralf Schumacher      | Toyota            | 25     |
| 10   | Mark Webber          | Williams-BMW      | 22     |
| 11   | David Coulthard      | Red Bull-Cosworth | 19     |
| 12   | Jenson Button        | BAR-Honda         | 15     |
| 13   | Felipe Massa         | Sauber-Petronas   | 8      |

| Pos. | Fahrer             | Konstrukteur      | Punkte |
| ---- | ------------------ | ----------------- | ------ |
| 14   | Tiago Monteiro     | Jordan-Toyota     | 6      |
| 15   | Alexander Wurz     | McLaren-Mercedes  | 6      |
| 16   | Jacques Villeneuve | Sauber-Petronas   | 6      |
| 17   | Narain Karthikeyan | Jordan-Toyota     | 5      |
| 18   | Christijan Albers  | Minardi-Cosworth  | 4      |
| 19   | Pedro de la Rosa   | McLaren-Mercedes  | 4      |
| 20   | Christian Klien    | Red Bull-Cosworth | 4      |
| 21   | Patrick Friesacher | Minardi-Cosworth  | 3      |
| 22   | Vitantonio Liuzzi  | Red Bull-Cosworth | 1      |
| 23   | Takuma Satō        | BAR-Honda         | 0      |
| 24   | Robert Doornbos    | Minardi-Cosworth  | 0      |
| –    | Anthony Davidson   | BAR-Honda         | 0      |

### Konstrukteurswertung
| Pos. | Konstrukteur     | Punkte |
| ---- | ---------------- | ------ |
| 01   | Renault          | 117    |
| 02   | McLaren-Mercedes | 95     |
| 03   | Ferrari          | 78     |
| 04   | Toyota           | 57     |
| 05   | Williams-BMW     | 47     |

| Pos. | Konstrukteur      | Punkte |
| ---- | ----------------- | ------ |
| 06   | Red Bull-Cosworth | 24     |
| 07   | BAR-Honda         | 15     |
| 08   | Sauber-Petronas   | 14     |
| 09   | Jordan-Toyota     | 11     |
| 10   | Minardi-Cosworth  | 7      |